# 퍼시 윌리엄스 브리지먼
퍼시 윌리엄스 브리지먼(Percy Williams Bridgman, 1882년 ~ 1961년)은 미국의 물리학자이다. 고압 물리 (high pressure phyiscs)에 관한 공로로 1946년 노벨물리학상을 수상하였다.

## 생애
브리지먼은 케임브리지에서 출생하였고, 1900년에 하버드 대학에 입학하여 박사학위를 받았으며, 모교 교수가 되었다. 1910년부터 퇴임할 때까지 하버드에서 가르쳤다.
말년에, 그는 전이성 암(metastatic cancer)을 앓다가 자살하였다.

## 업적
1905년 무렵, 그는 고압(high pressure)에서 물질의 특성에 대한 연구를 하였다.
기계 고장으로 그는 압력 기구를 수정해야했고, 그 결과 새 장치는 100,000 kg f/cm2(10 GPa)를 넘는 압력을 만들어 낼수 있게 되었다. 이것은 3000 kgf/cm2(0.3 GPa)까지 도달하던 기존 장비에 비해 큰 개선이었다.
새로운 장비로, 그는 고압에서 전기저항, 액체그리고 고체의 특성등의 다수의 새로운 발견을 했다.
브리즈먼은 금속에서의 전기 전도와 결정의 특성에 대한 연구로 잘 알려졌다.
브리즈먼은 수 년 동안 그의 고압력 장치를 향상시켰고, 다이아몬드 합성을 여러차례 시도 하였으나 성공하지 못하였다.

그는 '물질의 점성은 높은 압력을 받으면 갑자기 강해진다'고 하는 사실을 실험으로 밝혀냈다. 1937년 초고압 압축기를 발명하였으며, 1946년에는 노벨 물리학상을 받았다.

## 같이 보기
- 이황화 탄소
- 얼음